# Holmträsket (Stensele socken, Lappland, 725069-152228)
Holmträsket är en sjö i Storumans kommun i Lappland och ingår i Umeälvens huvudavrinningsområde. Sjön har en area på 1,95 kvadratkilometer och ligger 401,8 meter över havet. Sjön avvattnas av vattendraget Bastanbäcken.

## Delavrinningsområde
Holmträsket ingår i det delavrinningsområde (724999-152048) som SMHI kallar för Utloppet av Holmträsket. Medelhöjden är 493 meter över havet och ytan är 10,72 kvadratkilometer. Räknas de 2 avrinningsområdena uppströms in blir den ackumulerade arean 47,55 kvadratkilometer. Bastanbäcken som avvattnar avrinningsområdet har biflödesordning 2, vilket innebär att vattnet flödar genom totalt 2 vattendrag innan det når havet efter 308 kilometer. Avrinningsområdet består mestadels av skog (75 procent). Avrinningsområdet har 1,95 kvadratkilometer vattenytor vilket ger det en sjöprocent på 18,1 procent.